# Lorcy (Frankrijk)
Lorcy is een gemeente in het Franse departement Loiret (regio Centre-Val de Loire) en telt 559 inwoners (2005). De plaats maakt deel uit van het arrondissement Pithiviers.

## Geografie
De oppervlakte van Lorcy bedraagt 16,7 km², de bevolkingsdichtheid is 33,5 inwoners per km².
De onderstaande kaart toont de ligging van Lorcy (Frankrijk) met de belangrijkste infrastructuur en aangrenzende gemeenten.

## Demografie
Onderstaande figuur toont het verloop van het inwonertal (bron: INSEE-tellingen).